# Tales of Pirates
Tales of Pirates è un videogioco MMORPG 3D gratuito sviluppato dalla società cinese MOLI e pubblicato dalla Internet Gaming Gate. Questa società ha anche pubblicato altri giochi, come Voyage Century Online, WonderLand Online e Myth War Online. Questo gioco è molto simile a Pirate King Online.
Il 29 febbraio 2016 la società IGG ha annunciato la chiusura dei server .

## Modalità di gioco
Tales of Pirates è un gioco online in cui si impersona un pirata. Si può scegliere il personaggio, il tipo di armamento, come addestrarlo e farlo progredire di livello ed esperienza.
La grafica è in 3D, con personaggi in stile manga.
Il giocatore può decidere di essere un Lance (ragazzo), una Phyllis (ragazza), un’Ami (bambina) o un Carsise (palestrato); raggiunto il livello 10 si sceglierà poi la classe di appartenenza: swordman (spadaccino), explorer (esploratore), herbalist (mago) od hunter (cacciatore); al livello 40 le specializzazioni crusader(crociato)/champion(campione), voyager(viaggiatore), seal-master(maestro di sigilli)/cleric(chierico) o sharpshooter(pistolero).
Si può iniziare una vita da marinaio, lanciarsi nel commercio (di barche, ad esempio), portare a termine le numerose missioni oppure sfidare (o collaborare) un avversario.

## Skill
I giocatori delle diverse classi hanno a disposizione diverse skill, passive e attive, da usare durante la battaglia, le passive aumentano alcune abilità del personaggio(attacco, velocità d'attacco, difesa ecc.). Quelle attive sono temporanee, un esempio può essere la skill Berserk che aumenta la velocità d'attacco per circa 10 secondi. La passiva, a differenza, ha sempre effetto, un esempio di skill passiva è Concentration che aumenta la hit rate (cioè la capacità di colpire l'avversario senza mancare il colpo), oppure come Deftness che aumenta la dodge. La skill attiva più utilizzata del gioco è Illusion Slash, una sorta di onda d'urto che, di solito, crea molti danni.

## Classi
I giocatori possono scegliere classi differenti, anche a seconda del personaggio scelto. Ci sono in tutto 10 classi, tra cui 4 classi iniziali che possono essere scelte raggiungendo il livello 10. Queste sono Swordsman(attacchi fisici con spade), Hunter(attacchi in lontananza con arco), Explorer(danni magici e molto utile in mare), e Herbalist(classe non molto forte è più un aiuto per altre classi. Raggiunta la soglia del 40, potrai scegliere la seconda classe di appartenenza, a seconda della classe scelta in precedenza e dal personaggio. Le classi secondarie sono 6, Crusader(la classe più utilizzata del gioco, molto forte e agile), Champion(una classe soprattutto basata sulla difesa e sui tanti HP, ma può fare anche discreti danni), Sharpshooter(può effettuare attacchi da lontano utilizzando la pistola), Voyager(attacchi magici, molto forte in mare), Cleric(cura i compagni ed è molto utile in squadra), Seal Master(simile alla cleric, ma ha skill molto utili).

### Swordsman
Classe fisica che utilizza diversi tipi di spade e scudi, discreti danni in squadra. I personaggi che possono essere swordsman sono Carsise e Lance. A seconda della classe raggiunto il 40, Carsise diventerà Champion mentre Lance diventerà Crusader.

### Explorer
Classe magica che utilizza un corallo per danneggiare l'avversario. È una classe abbastanza forte perché i suoi attacchi non sono fisici e quindi non sono basati sulla difesa del personaggio attaccato. Gli Explorer hanno anche delle skill che si attivano in mare e aumentano la difesa o velocità della barca. Lance, Phyllis e Ami possono diventare Explorer. La classe secondaria sarà per tutti i personaggi Voyager.

### Hunter
Classe che utilizza archi e frecce, quindi attacchi da lontano. Danni non molto alti e molto scarsi nella parte difensiva e di HP. Lance e Phyllis possono essere Hunter. La classe secondaria sarà Sharpshooter che a differenza utilizza pistole.

### Herbalist
Questa classe può essere considerata un supporto, utilizza dei bastoni facendo attacchi magici. La sua utilità si può manifestare in squadra visto che dispone di skill che aumentano certe abilità dei compagni. Phyllis e Ami possono diventare Herbalist. La classe secondaria può essere Cleric o Seal Master.

## Caratteristiche

### Fairy Pets
I pet sono molti e ognuno con la sua apparenza, possono essere ottenuti con missioni, attraverso altri giocatori e anche attraverso l'item mall. La funzione del pet, se equipaggiato, è principalmente quella di dare punti abilità in più al giocatore, ma può anche imparare skill come Standard Meditation o Recover che aumentano rispettivamente gli SP e HP del giocatore. Altre skill come crafting, manufacturing ecc. La skill per i nuovi pet di seconda generazione è standard possession che dà il doppio di punti abilità a seconda del pet.

### Guild
Puoi creare una guild di pirati o di marina. Le guild sono gruppi di giocatori che si uniscono per trarne un beneficio, simile ad altri giochi online. Con la tua guild puoi combattere contro altri mostri oppure contro altre guild. Per creare una guild devi essere almeno livello 40 e avere una Stone of Oath e un milione di oro. Per entrare in una guild devi essere almeno livello 20 e andare dal rispettivo NPC e aspettare che il capo ti accetti.

### Item mall
L'item mall è un vero e proprio negozio virtuale dove puoi comprare oggetti per il gioco comprando punti con soldi reali, che permettono ai giocatori di comprare speciali oggetti difficili da trovare nel gioco. Alla fine di ogni mese ci sono degli sconti o promozioni per vari oggetti.

## Mazes
Mazes, tradotto letteralmente labirinti, sono delle mappe dove puoi uccidere gli altri giocatori, uccidere mostri o anche arricchirti prendendo gemme o altri oggetti preziosi.
Una caratteristica particolare è inoltre che morendo, o semplicemente scollegandosi mentre si è nei maze si ritornerà al proprio respawn point (non si ha la possibilità di impostare respawn point all'interno dei maze).

### Demonic World
Il Demonic World (spesso abbreviato in DW) è l'ultimo dei 3 maze principali.
Qui puoi andare a caccia di chests(scrigni) per equipaggiamento raro, combattere boss per grossi premi o semplicemente girovagare per gustarti un po' di divertimento PVP.
Per entrarci devi almeno essere livello 50

Dark Swamp boss e mostri.

### Dark Swamp
Secondo maze del gioco, si può entrare dal 40 fino al 55, il portale per entrare è in mare quindi le classi che sono più avvantaggiate sono i voyager. Ci sono tre livelli ognuno di essi ha un boss da battere. Naturalmente puoi sempre fare PVP e uccidere i boss.

### Forsaken City
Primo maze del gioco, dal 30 al 45 per entrare, per entrare hai bisogno di oggetti, Ancient Generator, è diviso in 3 livelli, il primo più facile consigliato per i nuovi del gioco e 2 altri livelli un po' più difficili consigliati per gli esperti. Si trovano sempre boss, mostri e scrigni con oggetti non molto rari.

### Chaos Argent
Uno dei maze del gioco che ti rende più ricco, ha lo stesso aspetto della città di Argent City, non è possibile fare party dentro questo maze, inoltre i giocatori avranno tutti lo stesso aspetto e saranno senza nome e non è possibile utilizzare la chat locale. Ogni 5 minuti si creeranno nuovi mostri via via sempre più forti finché il portale non si chiuderà, lo scopo è quello di restare vivo il più possibile per ottenere un premio che poi sarà possibile scambiare per oggetti.